# Distrikt Luis Carranza
Der Distrikt Luis Carranza liegt in der Provinz La Mar in der Region Ayacucho in Südzentral-Peru. Der Distrikt wurde am 11. Dezember 1963 gegründet. Benannt wurde der Distrikt nach Luis Carranza Ayarza (1843–1898), Senator für Ayacucho im Kongress der Republik Peru.
Der Distrikt besitzt eine Fläche von 213 km². Beim Zensus 2017 wurden 1337 Einwohner gezählt. Im Jahr 1993 lag die Einwohnerzahl bei 2380, im Jahr 2007 bei 2089. Sitz der Distriktverwaltung ist die 2952 m hoch gelegene Ortschaft Pampas mit 179 Einwohnern (Stand 2017). Pampas liegt etwa 25 km südsüdöstlich der Provinzhauptstadt San Miguel.

## Geographische Lage
Der Distrikt Luis Carranza liegt in der peruanischen Zentralkordillere im äußersten Südwesten der Provinz La Mar. Der Distrikt liegt am Westufer des nach Norden strömenden Río Pampas. Dessen linker Nebenfluss Río Pampa Chico durchquert den Distrikt in südöstlicher Richtung und entwässert ihn dabei.
Der Distrikt Luis Carranza grenzt im Süden und im Westen an die Distrikte Ocros und Acocro (beide in der Provinz Huamanga), im Norden an den Distrikt Chilcas sowie im Osten an den Distrikt Huaccana (Provinz Chincheros).

## Ortschaften
Neben dem Hauptort gibt es folgende größere Ortschaften im Distrikt:
- Asnacpampa (216 Einwohner)
- Rosaspampa (203 Einwohner)